# Maria Farantouri
Maria Farantouri (in greco Μαρία Φαραντούρη; Atene, 28 novembre 1947) è una cantante e musicista greca.
È stata per molto tempo l'interprete di molte canzoni del famoso compositore greco Mikīs Theodōrakīs.
Degna di nota è l'interpretazione del Canto General de la Tierra di Pablo Neruda, musicato e diretto dallo stesso Theodorakis.
Nella sua voce hanno vissuto all'estero le parole della Grecia oppressa e in esilio durante la dittatura dei Colonnelli.

## Biografia
Maria Farantouri nasce in una Grecia che stava tentando con molta fatica di risollevarsi dalla guerra e dall'occupazione italiana e tedesca, e che stava vivendo per altro una guerra civile che sarebbe terminata soltanto nel 1949. Esattamente nello stesso anno della sua nascita, uno dei maggiori poeti greci, Angelos Sikelianos, stava scrivendo la poesia Marcia dello Spirito che, oltre vent'anni più tardi, sarebbe stato musicato da Mikīs Theodōrakīs e affidato proprio alla voce ed all'interpretazione di Maria Farandouri.

## Il periodo della dittatura
Come per molti altri artisti, scrittori, poeti e intellettuali greci, il 1967 segna un anno di svolta e di esilio. La notte del 21 aprile 1967 una sollevazione militare (detta poi dei colonnelli) mette fine al regime democratico in Grecia segnando l'inizio di una durissima dittatura militare che durerà fino all'estate del 1974. Uno dei maggiori poeti contemporanei greci, Yiannis Ritsos, viene arrestato e incarcerato nel terribile lager dell'isola di Leros. Nello stesso anno, Maria Farantouri fugge dalla Grecia e inizia la sua lotta contro il regime militare dando migliaia di concerti in tutto il mondo e divenendo una delle voci principali della Resistenza. Si esibisce al John Kennedy Center di Washington, alla Albert Hall di Londra, alla Operhaus di Berlino e all'Olympia di Parigi, uno dei templi della canzone mondiale.
Impegnata in ogni movimento per la pace e il disarmo e contro ogni dittatura e repressione poliziesca e militare, si esibisce assieme ad altri famosi artisti come la sudafricana Miriam Makeba, Juliette Gréco, la catalana Maria Del Mar Bonet e gli Inti-Illimani.

## Lavoce di Theodorakis
Il sodalizio artistico tra Maria Farandouri e Mikis Theodorakis segna un momento decisivo per la diffusione a livello mondiale della musica greca, specialmente nel periodo in cui anche Theodorakis si trovava in esilio. Maria Farandouri è a buon diritto considerata come l'interprete più autentica delle opere di Theodorakis, con la sua stupenda voce di contralto, con la sua assoluta qualità melodica e con la vasta estensione vocale. Tutto ciò le ha valso amplissimi apprezzamenti a livello internazionale. Su musica di Theodorakis ha interpretato opere dei maggiori poeti contemporanei, come il Canto General di Pablo Neruda (che assistette in persona alle prove generali), il Romancero Gitano di Federico García Lorca (per il quale la Farandouri e Theodorakis collaborarono con il chitarrista di fama mondiale John Williams) e, soprattutto, le Ballate di Mauthausen, su testo del poeta Iakovos Kambanellis, interpretate assieme all'Orchestra filarmonica di Israele diretta dal maestro Zubin Mehta presso l'Odeon di Erode Attico di Atene nel 1991.

## Maria Farantouri e altri artisti internazionali
Maria Farandouri ha interpretato anche delle canzoni del celebre compositore Manos Hatzidakis, come Gli irrazionali, L'era di Melissanthi e molte altre. Tra gli album della Farandouri dopo la fine della dittatura e il suo ritorno in Grecia (dove fu acclamata come una sorta di eroina nazionale) si segnalano Songs of Protest (1977), un album di canzoni del musicista turco Zülfü Livaneli (1982) e, nel 1995, persino le versioni greche di diverse canzoni di Lucio Dalla. Nel 1990 esegue, con arrangiamenti del compositore cubano Leo Brouwer e con la collaborazione di Mercedes Sosa, canzoni di Caetano Veloso, Milton Nascimento e molti altri. Dotata di una notevole poliedricità artistica, ha interpretato anche canzoni su musica elettronica scritte dal connazionale Vangelis. Maria Farandouri è stata la prima artista non tedesca ad essere invitata al Berliner Ensemble per cantare canzoni di Bertolt Brecht nella traduzione in lingua greca.
Il Concerto dell'Acropoli del 2010 con il sassofonista jazz Charles Lloyd, pubblicato dall'etichetta ECM, dimostra ancora una volta la straordinaria versatilità della sua voce e il suo grande talento artistico.
Maria Farandouri è stata anche deputata al parlamento greco tra il 1989 e il 1993 per il Movimento Socialista Panellenico (PASOK).